# Эскарсега (муниципалитет)
Эска́рсега (исп. Escárcega) — муниципалитет в Мексике, штат Кампече с административным центром в одноимённом городе. Численность населения, по данным переписи 2020 года, составила 59 923 человека.

## Общие сведения
Название Escárcega дано в честь Франсиско Эскарсеги Маркеса, отвечавшего за строительство железной дороги Коацакоалькос—Кампече.
Площадь муниципалитета равна 4783,3 км², что составляет 8,3 % от общей площади штата, а наиболее высоко расположенное поселение Лагуна-Гранде находится на высоте 179 метров.
Он граничит с другими муниципалитетами штата: на севере с Чампотоном, на востоке с Калакмулем, на юге с Канделарией, и на западе с Карменом.

## Учреждение и состав
Муниципалитет был образован 1 января 1991 года, указом законодательного собрания штата от 19 июля 1990 года, отделив часть территории от муниципалитета Кармен.
По данным 2020 года в его состав входит 286 населённых пунктов, самые крупные из которых:
| Код INEGI                  | Населённый пункт                                                                           | Численность населения (2005 год) | Численность населения (2010 год) | Численность населения (2020 год) |
| -------------------------- | ------------------------------------------------------------------------------------------ | -------------------------------- | -------------------------------- | -------------------------------- |
| 009                        | Всего                                                                                      | 50106                            | 54184                            | 59923                            |
| 0001                       | Эскарсега (исп. Escárcega) 18°36′16″ с. ш. 90°43′55″ з. д.                                 | 27214                            | 29477                            | 31375                            |
| 0002                       | Дивисьон-дель-Норте (исп. División del Norte) 18°31′46″ с. ш. 90°45′41″ з. д.              | 2889                             | 3259                             | 3963                             |
| 0282                       | Матаморос (исп. Matamoros) 18°35′05″ с. ш. 90°38′44″ з. д.                                 | 1382                             | 1453                             | 1677                             |
| 0256                       | Ла-Либертад (исп. La Libertad) 18°34′24″ с. ш. 90°30′47″ з. д.                             | 1299                             | 1462                             | 1469                             |
| 0178                       | Аро (исп. Haro) 18°26′48″ с. ш. 90°47′29″ з. д.                                            | 1011                             | 1092                             | 1231                             |
| 0108                       | Дон-Самуэль (исп. Don Samuel) 18°21′35″ с. ш. 90°51′21″ з. д.                              | 991                              | 1081                             | 1214                             |
| 0936                       | Альтамира-де-Синапаро (исп. Altamira de Zináparo) 18°34′53″ с. ш. 90°15′27″ з. д.          | 1019                             | 1040                             | 1167                             |
| 1871                       | Мигель-Идальго-и-Костилья (исп. Miguel Hidalgo y Costilla) 18°37′56″ с. ш. 90°44′31″ з. д. | —                                | 125                              | 1166                             |
| 0941                       | Сентенарио (исп. Centenario) 18°39′02″ с. ш. 90°17′08″ з. д.                               | 830                              | 942                              | 1038                             |
| —                          | Прочие                                                                                     | 13471                            | 14253                            | 15623                            |
| Названия на карте Генштаба |                                                                                            |                                  |                                  |                                  |

## Экономическая деятельность
По статистическим данным 2000 года, работоспособное население занято по секторам экономики в следующих пропорциях:
- сельское хозяйство, животноводство и рыбная ловля — 38,8 %;
- промышленность и строительство — 15,9 %;
- торговля, сферы услуг и туризма — 43,5 %;
- безработные — 1,8 %.

## Инфраструктура
По статистическим данным 2020 года, инфраструктура развита следующим образом:
- электрификация: 98,2 %;
- водоснабжение: 49,2 %;
- водоотведение: 92,9 %.

## Фотографии

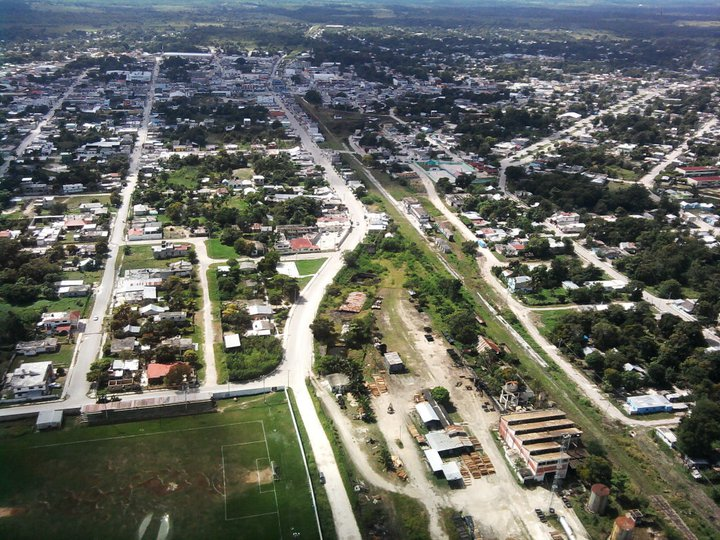
Вид на Эскарсегу
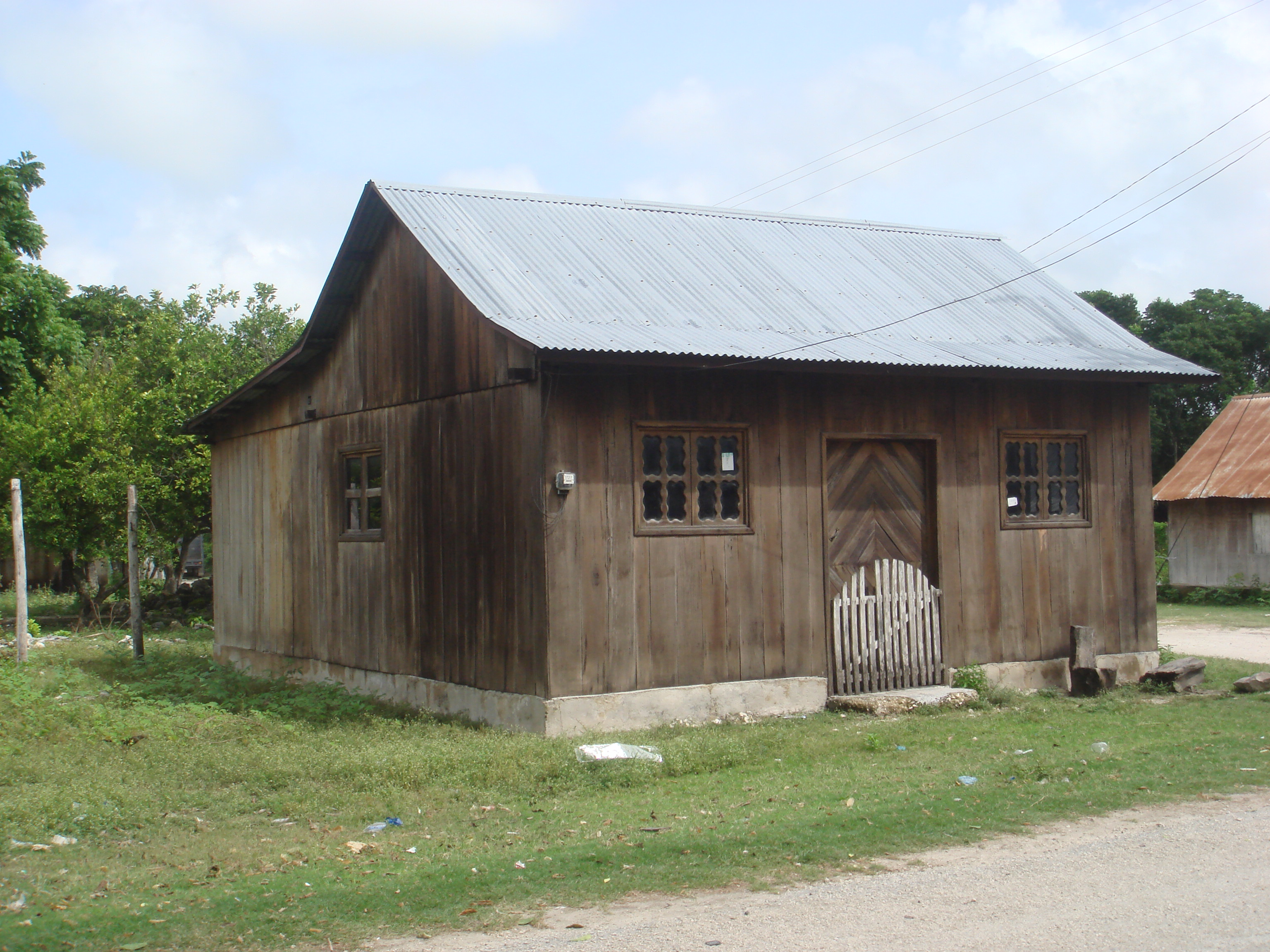
Дом в Дон-Самуэле
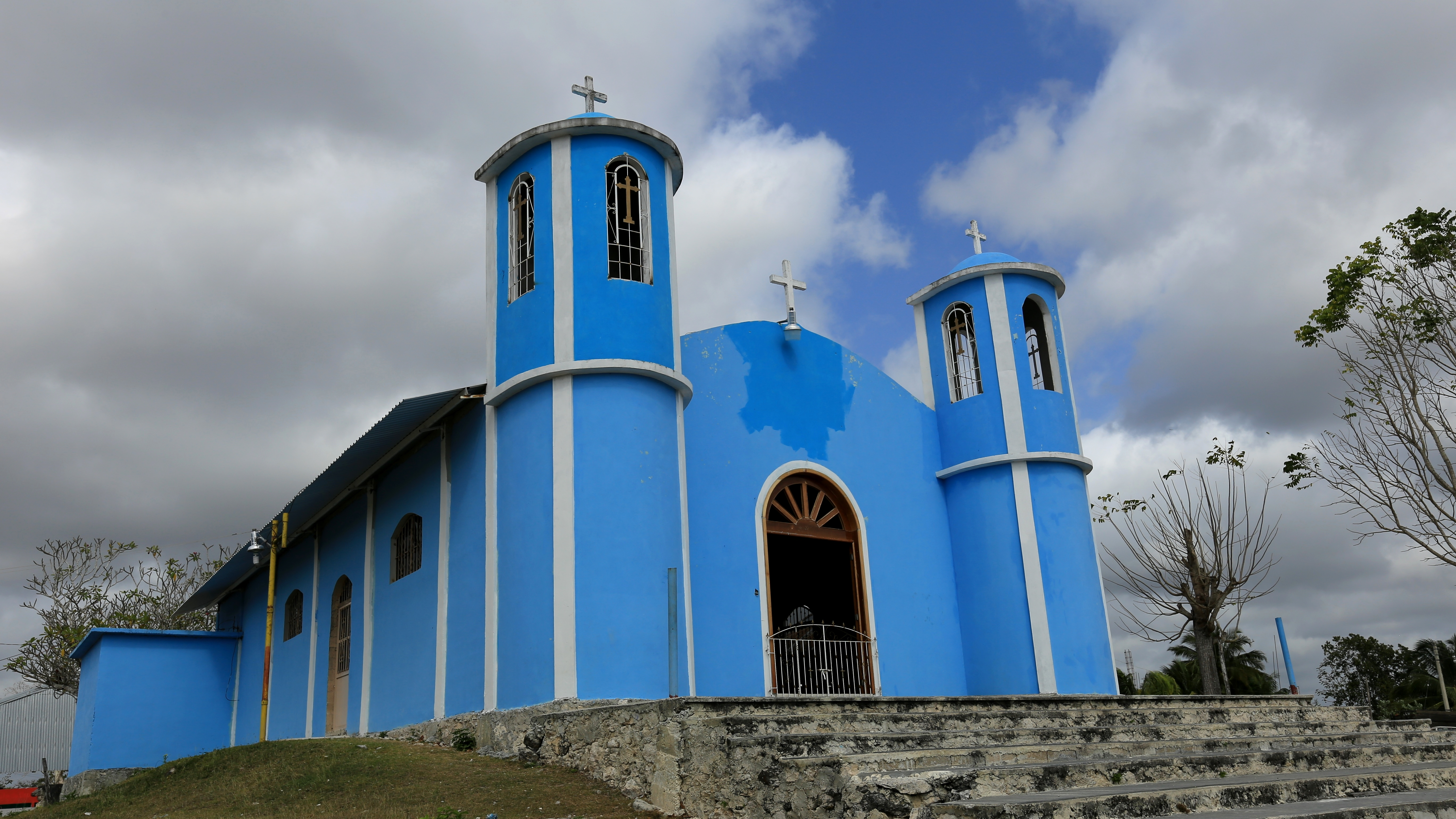
Церковь в Сильвитуке